# Pontogelos aselgokeros
Pontogelos aselgokeros is een pissebed uit de familie Cirolanidae. De wetenschappelijke naam van de soort en het geslacht Pontogelos is voor het eerst geldig gepubliceerd in 1910 door Thomas Roscoe Rede Stebbing.. Deze soort werd verzameld tijdens de Percy Sladen Trust Expeditie van 1905 nabij Mauritius.